# DualSense
El control DualSense es un mando de videojuegos con respuesta de vibración y controles analógicos desarrollados por Sony Interactive Entertainment para la PlayStation 5. Es el sucesor de los tradicionales mandos DualShock, el DualSense se dio a conocer el 7 de abril de 2020. Se cambió el nombre del control en lugar de incrementar el número de revisión DualShock. El 26 de enero de 2023 se lanzó una versión Pro llamada DualSense Edge.
El control se basa en los controles DualShock pero con modificaciones influenciadas por las discusiones con los diseñadores y jugadores de los juegos, lo que permite un diseño más ergonómico y una batería de mayor calificación y duración. Es más grande y más redondo que el DualShock 4.

## Diferencias con los DualShock

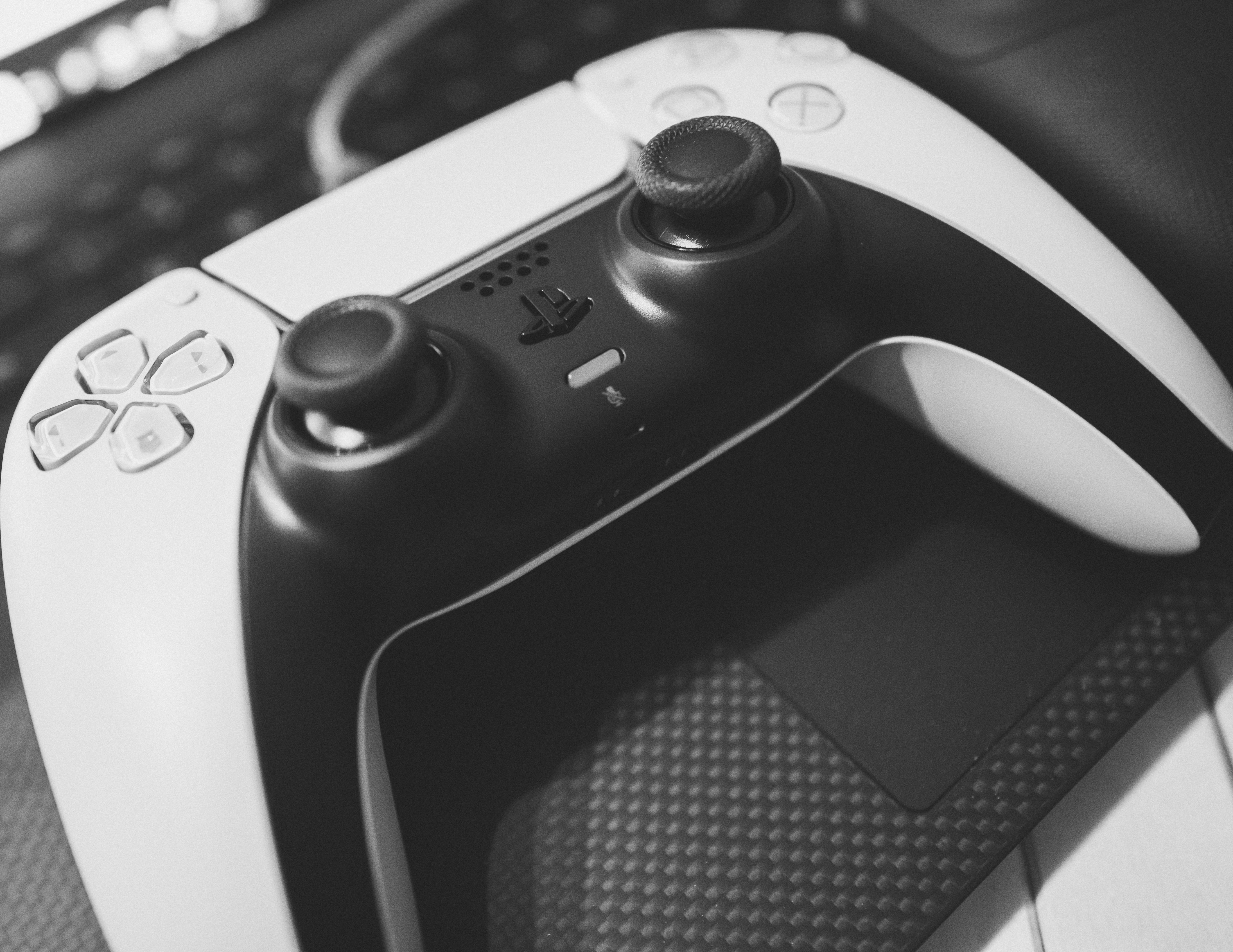

A diferencia de los controles anteriores DualShock, el DualSense tiene colores de dos tonos (principalmente blanco con cara negra) y botones de acción monocromáticos. La barra de luces se ha movido desde el borde superior a ambos lados del panel táctil, y aunque el controlador mantiene la mayoría de los mismos botones que el DualShock 4, cambia el nombre del botón "Compartir" (Share) a "Crear" (Create) con medios adicionales para que los jugadores compartan y creen contenido con otros.

## Características
DualSense tiene tecnología fuerte retroalimentación háptica a través de actuadores de bobina de voz, que están destinados a proporcionar una mejor retroalimentación en el juego junto con un altavoz mejorado en el control. El altavoz se ve reforzado por un nuevo conjunto de micrófonos incorporado que permite a los jugadores hablar con otros usando solo el control.
El control tiene disparadores adaptativos que pueden cambiar la resistencia al jugador según sea necesario, lo que respalda una experiencia tal como sacar virtualmente una flecha de un arco. La conectividad para cargar el mando incluye un USB-C, que reemplaza el puerto microUSB en el DualShock 4, y un conector de audio de 3.5 mm.